# Киприану, Андрос
Андрос Киприану (греч. Άνδρος Κυπριανού, р. 26 октября 1955 года, Никосия, Кипр) — кипрский коммунистический политик, генеральный секретарь Прогрессивной партии трудового народа Кипра (АКЭЛ) с 2009 по 2021 годы. Член парламента от Никосии с 2001 года.
Учился гражданскому строительству в ΑΤΙ и работал там в 1978-88 годах.
Член ЦК АКЭЛ с 1990 года, Политбюро ЦК с 1995 года и Секретариата ЦК с 2000 года.